# Nagai Josikazu
Nagai Josikazu (Szaitama, 1952. április 6. –) japán válogatott labdarúgó.

## Nemzeti válogatott
A japán válogatottban 69 mérkőzést játszott, melyeken 9 gólt szerzett.

## Statisztika
| Japán válogatott | Japán válogatott | Japán válogatott |
| Időszak          | Mérk.            | gól              |
| ---------------- | ---------------- | ---------------- |
| 1971             | 4                | 1                |
| 1972             | 0                | 0                |
| 1973             | 5                | 0                |
| 1974             | 4                | 1                |
| 1975             | 11               | 1                |
| 1976             | 17               | 2                |
| 1977             | 5                | 0                |
| 1978             | 12               | 1                |
| 1979             | 9                | 3                |
| 1980             | 2                | 0                |
| Összesen         | 69               | 9                |